# Torneo Competencia 1957
El Torneo Competencia 1957 fue la decimoctava edición del Torneo Competencia. Compitieron los doce equipos de Primera División. El campeón fue Peñarol. La forma de disputa fue de un torneo a una rueda todos contra todos.

## Posiciones
| Puesto | Equipo         | Pts. | PJ | PG | PE | PP | GF | GC | Dif. |
| ------ | -------------- | ---- | -- | -- | -- | -- | -- | -- | ---- |
| 1º     | Peñarol        | 14   | 9  | 6  | 2  | 1  | 26 | 9  | 17   |
| 2º     | Nacional       | 13   | 9  | 5  | 3  | 1  | 28 | 16 | 12   |
| 3º     | Wanderers      | 13   | 9  | 5  | 3  | 1  | 15 | 9  | 6    |
| 4º     | Racing         | 11   | 9  | 4  | 3  | 2  | 20 | 17 | 3    |
| 5º     | Defensor       | 9    | 9  | 3  | 3  | 3  | 12 | 16 | -4   |
| 6º     | Rampla Juniors | 7    | 9  | 3  | 1  | 5  | 18 | 23 | -5   |
| 7º     | Danubio        | 7    | 9  | 2  | 3  | 4  | 10 | 18 | -8   |
| 8º     | Fénix          | 6    | 9  | 3  | 0  | 6  | 16 | 23 | -7   |
| 9º     | Liverpool      | 6    | 9  | 3  | 0  | 6  | 13 | 20 | -7   |
| 10º    | Cerro          | 4    | 9  | 1  | 2  | 6  | 14 | 21 | -7   |

## Resultados
| Nacional       | 6-2 | Cerro          |
| Racing         | 3-1 | Fénix          |
| Danubio        | 2-1 | Liverpool      |
| Peñarol        | 4-1 | Wanderers      |
| Rampla Juniors | 5-3 | Defensor       |
| Peñarol        | 5-1 | Danubio        |
| Fénix          | 4-3 | Cerro          |
| Wanderers      | 3-2 | Defensor       |
| Racing         | 3-2 | Rampla Juniors |
| Nacional       | 4-2 | Liverpool      |
| Racing         | 4-2 | Nacional       |
| Danubio        | 3-1 | Rampla Juniors |
| Wanderers      | 1-1 | Cerro          |
| Peñarol        | 7-2 | Fénix          |
| Defensor       | 2-1 | Liverpool      |
| Peñarol        | 3-1 | Rampla Juniors |
| Danubio        | 1-1 | Cerro          |
| Racing         | 5-2 | Liverpool      |
| Nacional       | 4-0 | Defensor       |
| Waderers       | 3-1 | Fénix          |
| Nacional       | 2-1 | Fénix          |
| Defensor       | 0-0 | Danubio        |
| Wanderers      | 4-1 | Liverpool      |
| Peñarol        | 3-1 | Racing         |
| Rampla Juniors | 3-2 | Cerro          |
| Peñarol        | 0-0 | Defensor       |
| Rampla Juniors | 4-4 | Nacional       |
| Liverpool      | 2-0 | Fénix          |
| Cerro          | 4-1 | Racing         |
| Wanderers      | 1-0 | Danubio        |
| Nacional       | 0-0 | Wanderers      |
| Peñarol        | 2-0 | Cerro          |
| Racing         | 1-1 | Defensor       |
| Fénix          | 3-0 | Danubio        |
| Rampla Juniors | 2-1 | Liverpool      |
| Defensor       | 3-2 | Fénix          |
| Racing         | 2-2 | Danubio        |
| Liverpool      | 2-1 | Cerro          |
| Wanderers      | 2-0 | Rampla Juniors |
| Nacional       | 2-2 | Peñarol        |
| Liverpool      | 1-0 | Peñarol        |
| Nacional       | 4-1 | Danubio        |
| Wanderers      | 0-0 | Racing         |
| Fénix          | 2-0 | Rampla Juniors |
| Defensor       | 1-0 | Cerro          |